# ثخرط
ثِخْرِط (الاسم العلمي: Aegiphila)، جنس نباتات مُزهرة من فصيلة الشفوية، التي تم وصفها لأول مرة في عام 1763. وقد صُنفت سابقًا ضمن فصيلة اللويزية. أنواعه 149، أعطانها المكسيك وأمريكا الوسطى وأمريكا الجنوبية وجزر الهند الغربية وفلوريدا. يُقال إن عصارة أوراقها مضادة لسم الأفاعي.